# Maine Road FC
Maine Road FC är en engelsk fotbollsklubb från förorten Chorlton-cum-Hardy, Manchester. 
Klubben spelar för närvarande i North West Counties Football League, Premier Division. Klubben grundades 1955 av en grupp Manchester City-supportrar, under namnet City Supporters Rusholme.